# Mademoiselle Beaubourg
Pour les articles homonymes, voir Beaubourg.
Louise Pitel, dite Mademoiselle Beaubourg, est une actrice française née le 9 juin 1665 à Dijon et morte le 6 juin 1740 à Paris.

## Biographie
Elle débute à la Comédie-Française en 1684. 
Sociétaire de la Comédie-Française en 1685. 
Retraitée en 1717.